# White Eyes
White Eyes (* 1730; † 1778) war ein Häuptling der Munsee-Indianer, einem Stamm der Lenni Lenape, und Angehöriger des Turtle-Klans (Schildkröten-Klan), der in der Zeit des Amerikanischen Unabhängigkeitskrieges (1775–1783) im Ohiogebiet lebte. Sein indianischer Name lautete Koquethagechton, doch aufgrund seiner hellen Haut- und Augenfarbe war er bei den Siedlern und Grenzkämpfern (engl.: Frontiersmen) allgemein als White Eyes (Weißauge) bekannt. Er war ein unermüdlicher Vermittler zwischen den Konfliktparteien und verhandelte die ersten Verträge mit den jungen Vereinigten Staaten. Sein wichtigstes, aber unerreichtes Ziel war die Bildung eines gesicherten Territoriums, eines Indianerstaates, für die dort lebenden Ureinwohner. Die Umstände seines möglicherweise gewaltsamen Todes sind nie aufgeklärt worden.

## Frühe Jahre
Über White Eyes’ Jugend, die er vermutlich im heutigen Pennsylvania verbrachte, ist nichts bekannt. Erstmals geschichtlich erwähnt wurde er als Überbringer von Botschaften bei Vertragsverhandlungen am Ende des Franzosen- und Indianerkrieges (1754–1763). Um 1766 war er offenbar als Händler und Wirt in einem Lenape-Dorf am Beaver River tätig, einem Nebenfluss des Ohio Rivers im westlichen Pennsylvania. Diese Tatsache lässt vermuten, dass er gute Beziehungen zu den englischen Händlern pflegte, obwohl er nicht lesen und schreiben und wahrscheinlich kaum Englisch sprechen konnte.
Nach dem Franzosen- und Indianerkrieg wuchsen die Siedlungen der weißen Kolonisten rings um Fort Pitt in der Nähe der Lenape-Dörfer im westlichen Pennsylvania, so dass die Lenape zum Muskingum River im östlichen Ohio verdrängt wurden. Dasselbe Schicksal traf auch die Bewohner der christlichen Lenape-Dörfer, die von den Herrnhuter Missionaren zum Christentum bekehrt worden waren. Obwohl er selbst kein Christ war, betonte White Eyes, dass die konvertierten Lenape nach wie vor Mitglieder der Lenape-Nation geblieben seien. White Eyes errichtete sein eigenes Domizil, White Eyes Town, in der Nähe des Lenape-Hauptortes Coshocton. Im Jahr 1774 wurde White Eyes von der Großen Ratsversammlung zum Oberhäuptling der Lenni Lenape gewählt.

## Lord Dunmores Krieg
Zu Beginn der 1770er Jahre häuften sich die Gewalttaten an der Siedlungsgrenze und es drohte der Ausbruch eines offenen Krieges. Trotz der Friedensbemühungen von White Eyes kam es zum Lord Dunmores Krieg (1773–1774), der zwischen den Shawnee und Mingo einerseits und der Kolonie Virginia andererseits ausbrach. Zum Schutz der Siedler zog Lord Dunmore, Gouverneur von Virginia, im Mai 1774 mit 2.500 Mann Kolonialmiliz ins obere Ohiotal. Die Lenape und die Stämme an den Großen Seen blieben neutral, so musste sich Cornstalk, Kriegshäuptling der Shawnee, am 10. Oktober 1774 nur mit seinen Shawnee- und Mingokriegern Dunmores Streitmacht bei Point Pleasant, dem Zusammenfluss von Ohio und Kanawha River, entgegenstellen. Es gab große Verluste auf beiden Seiten und schließlich unterlagen die Indianer und flüchteten nach Norden. Cornstalk musste einen Friedensvertrag unterzeichnen, der die weiße Besiedlung südlich des Ohio gestattete. White Eyes machte sich in diesem Konflikt als Friedensvermittler zwischen den beiden Kriegsparteien verdient und war maßgeblich am Friedensvertrag beteiligt, der den Krieg beendete.

## Amerikanischer Unabhängigkeitskrieg

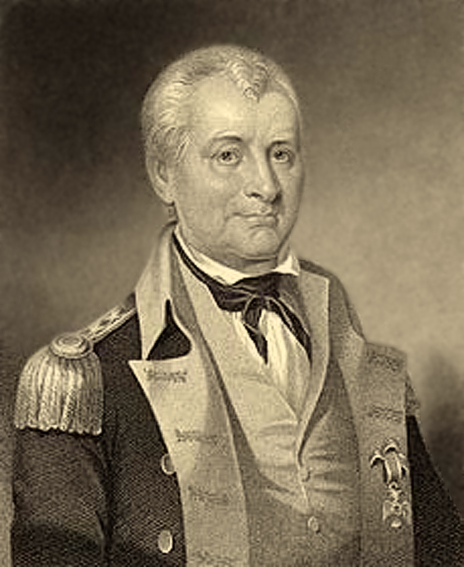
General Lachlan McIntosh

Schon bald nach dem Ende des Lord Dunmores Kriegs kam es zum nächsten Konflikt, dem Amerikanischen Unabhängigkeitskrieg. Mitten in den Vertragsverhandlungen mit Lord Dunmore über ein gesichertes Wohngebiet für die Lenape in Ohio wurde Dunmore von amerikanischen Revolutionären gezwungen, Virginia zu verlassen, so dass White Eyes mit den Amerikanern erneut verhandeln musste. Die Lenape schickten White Eyes 1776 als Repräsentanten in den Kontinentalkongress, der ihm offiziell Dank aussprach für seine Bemühungen, Frieden zwischen Indianern und weißen Siedlern zu stiften. Außerdem erhielt er dreihundert Dollar und zwei Pferde mit Sattel- und Zaumzeug. White Eyes sagte dem Kongress zu, dass die Lenape im Falle eines Krieges gegen die Briten auf der Seite der Amerikaner stünden. Seinem Volk stellte er in Aussicht, der Kongress würde den Lenape die Bildung eines vierzehnten Staates in einem zukünftigen unabhängigen Amerika zusichern.
1778 ernannte der Kongress White Eyes zum Oberstleutnant der amerikanischen Kontinentalarmee. General Lachlan McIntosh, der derzeitige Kommandant von Fort Pitt, plante einen Angriff auf Detroit. White Eyes weigerte sich, die dort lebenden Lenape anzugreifen. Um aber seinen guten Willen zu zeigen, begleitete er General McIntosh zum neuen Fort Laurens am Westufer des Tuscarawas River.

## Rätselhafter Tod
Auf diesem Feldzug, an dem er als Scout und Unterhändler fungierte, fand White Eyes im November 1778 einen rätselhaften Tod. Einige Historiker nehmen an, dass er von einem unbekannten Gegner umgebracht wurde. Andere Wissenschaftler glauben an einen Unfall, bei dem er durch eigene Leute getötet wurde. Schon kurz nach seinem Tod ließ das amerikanische Militär verbreiten, dass White Eyes an Pocken erkrankt und während des Feldzugs gestorben sei. Als die Nachricht vom Tode White Eyes’ die Lenape in Coshocton erreichte, traf sie das wie ein Schock und führte schließlich zum Bruch der Allianz mit den Amerikanern.
Jahre später enthüllte George Morgan, ein Agent des Kongresses und Vertrauter von White Eye, in einem Brief an den Kongress, dass White Eyes’ Tod in Wirklichkeit ein heimtückischer Mord durch amerikanische Milizen gewesen sei. Die Tat sei nur deswegen vertuscht worden, um die Lenape am sofortigen Abbruch ihres Bündnisses mit den Amerikanern zu hindern. Es wurden keinerlei Details über White Eyes’ Tod bekannt, doch viele Historiker akzeptierten Morgans Version von White Eyes’ Tod, obwohl die Gründe dafür im Ungewissen liegen. White Eyes hatte sich im Lord Dunmores Krieg leidenschaftlich für ein Ende des Blutvergießens eingesetzt, ein ähnlicher Versuch im Amerikanischen Unabhängigkeitskrieg könnte ihn das Leben gekostet haben.
White Eyes’ Vision von der Gründung eines Indianerstaates im Ohiogebiet ist bekanntlich nicht in Erfüllung gegangen. Im Gegenteil, die Nachfahren seines Volkes, der Lenni Lenape, leben heute weit verstreut in Nordamerika, von Ontario im Norden bis Oklahoma im Süden und von Colorado im Westen bis New Jersey im Osten.
White Eyes’ Ehefrau starb im Jahr 1788 Berichten zufolge durch die Hand eines weißen Mörders. Sein Sohn George Morgan White Eyes (1770–1798) besuchte das College in New Jersey (die spätere Princeton University) auf Kosten der amerikanischen Regierung.

## Anmerkung
1. ↑  Dieser Artikel ist bis auf einige Ergänzungen eine Übersetzung des Artikels aus der englischen Wikipedia: White Eyes

| Personendaten    | Personendaten              |
| ---------------- | -------------------------- |
| NAME             | White Eyes                 |
| ALTERNATIVNAMEN  | Koquethagechton            |
| KURZBESCHREIBUNG | Häuptling der Lenni Lenape |
| GEBURTSDATUM     | 1730                       |
| STERBEDATUM      | 1778                       |